# Серия книг о Джейсоне Борне
Джейсон Борн — серия книг о Джейсоне Борне написанная Робертом Ладлэмом и Эриком Ваном Ластбадером (по персонажам Роберта Ладлэма). Серия состоит из двенадцати романов.
История написания началась с 1980, когда Роберт Ладлэм (автор таких шпионских детективов, как «Династия Матарезе» или «Прикрытие-Один») ввёл в литературу нового персонажа — Джейсона Борна. Больше всего похожий на Джеймса Бонда, Джейсон был неплохо воспринят публикой с выходом первой книги «Идентификация Борна». В течение десяти лет выходят ещё две книги: «Превосходство Борна» и «Ультиматум Борна».
Четвёртая книга, «Наследие Борна» вышла спустя 14 лет, благодаря успешной экранизации с Мэттом Деймоном, и уже в соавторстве с Эриком Ван Ластбадером, который закончил роман после смерти Роберта в 2001 году. Спустя три года Ван Ластбадер решает стать продолжателем дела Ладлэма и выпускает новую часть «Предательство Борна». После этого каждый год выходит по одной новой книге: «Санкция Борна» в 2008, «Обман Борна» в 2009, «Цель Борна» в 2010…

## Книги о Джейсоне Борне

### Роберт Ладлэм

#### Идентификация Борна
Борн борется за то, что бы узнать своё прошлое. Ему старается помочь в этом Мари, работающая на правительство Канады. Им удаётся выяснить, что Борн убийца по контракту. Подлинная личность Борна известна только членам Treadstone. Мари считает, что Борн никак не может быть наёмным убийцей и в итоге Джейсон и Мари докапываются до истины. Тем временем в голове Борна всё время звучит фраза: «Cain is for Charlie, and Delta is for Cain», которая и даёт вспомнить ему о своей миссии. Но из-за амнезии он не может вспомнить, что было ещё раньше и пытается найти своё место в обществе. А полиция продолжает охоту за ним, считая его убийцей.

#### Превосходство Борна
Правительство США похищает Мари, для того, чтобы завербовать Джейсона Борна. Но всё оказывается не так просто. Борн им нужен для урегулирования конфликта с китайским фанатиком который ведет КНР к войне.

#### Ультиматум Борна
Карлос Шакал уже чувствует приближения своей старости и у него остаётся две вещи, которые он должен сделать: убить Джейсона Борна и уничтожить центр КГБ в Новгороде по подготовке агентов, где он когда-то проходил обучение. Джейсон Борн, точнее Дэвид Уэбб вновь обзавёлся семьёй и работает со своим старым другом Александром Конклиным. Уэбб опять занял пост главы Медузы и в его власти находятся ресурсы НАТО. С помощью своих связей и помощи друзей Уэбб подстраивает свою смерть и заставляет Шакала поверить в свой успех. В итоге Уэбб сумел поймать двух зайцев. Шакал уничтожает комплекс КГБ, после Уэбб находит его и в очном противостоянии убивает. Теперь Борна/Уэбба ждёт заслуженный отдых.

### Роберт Ладлэм и Эрик Ван Ластбадер

#### Наследие Борна
Уэбб начал нормальную жизнь. У него появилась хорошая работа, теперь он преподаватель лингвистики в Университете Джорджтоуна. Но Уэбба вновь преследуют неприятности, в него кто-то стреляет, пуля проходит рядом с головой и каким-то образом возрождает к жизни убийцу Джейсона Борна. Борну вновь нужна помощь друга Александра Конклина. К сожалению, Борн не знает, что им манипулирует некий Степан Спалько и из его сетей будет не так просто выпутаться.

### Эрик Ван Ластбадер

#### Предательство Борна
После событий Наследия Джейсону Борну поручена миссия по спасению своего знакомого из ЦРУ Мартина Линдроса, который исчез в Африке, там он занимался проблемой урана. После спасения Линдрос предлагает перехватить деньги террористов в Одессе, но Борна настигает волна воспоминаний о разных местах и событиях и теперь он не понимает, кто прав, а кто нет. Да и Мартина Линдроса ли он спас в Африке?

#### Санкция Борна
Джейсон Борн возвращается в Университет Джорджтауна и его альтер эго Дэвид Уэбб надеется, что вновь заживёт нормальной жизнью. Но после стольких лет риска и приключений Уэбб не может переносить спокойную жизнь преподавателя. И вот, судьба предоставляет Борну шанс тряхнуть стариной. Профессор Спектор предлагает Борну раскрыть убийство одного студента, который, умирая, говорил что-то о планах террористов о нападении на США. Борн выясняет, что такие планы строит Серный Легион и внедряется в эту террористическую организацию. Тем временем в ЦРУ новый директор, Вероника Харт, и она только набирает авторитет. Этим хочет воспользоваться Национальное Охранное Агентство и захватить власть над ЦРУ. И их главной целью становится убийство Джейсона Борна.

#### Обман Борна
Борн в бегах. Кто-то выследил его и попытался убить, в итоге Джейсон тяжело ранен. Теперь Борн в очередной раз меняет личность и пытается узнать кто желает его смерти. На фоне событий жизни Борна случается международный скандал, американский самолёт сбит иранской ракетой. Связано ли это событие с покушением на Борна?

#### Цель Борна
Восьмая книга о похождения Джейсона Борна под названием «Цель Борна» вышла в США летом 2010 года. В России ещё не издана. Известно, что книга является прямым продолжением «Обмана Борна».

## Экранизации
- 1988 — «Тайна личности Борна» (В роли Борна Ричард Чемберлен) — роман «Идентификация Борна»
- 2002 — «Идентификация Борна» (В роли Борна Мэтт Деймон) — одноимённый роман
- 2004 — «Превосходство Борна» (В роли Борна Мэтт Деймон) — одноимённый роман
- 2007 — «Ультиматум Борна» (В роли Борна Мэтт Деймон) — одноимённый роман
- 2012 — «Эволюция Борна» (В главной роли (Аарон Кросс) — Джереми Реннер, в роли Борна (на фото) Мэтт Деймон) — одноимённый роман (название), трилогия книг о Борне (идея)
- 2016 — «Джейсон Борн» —[1]